# Gänsturm (Ulm)

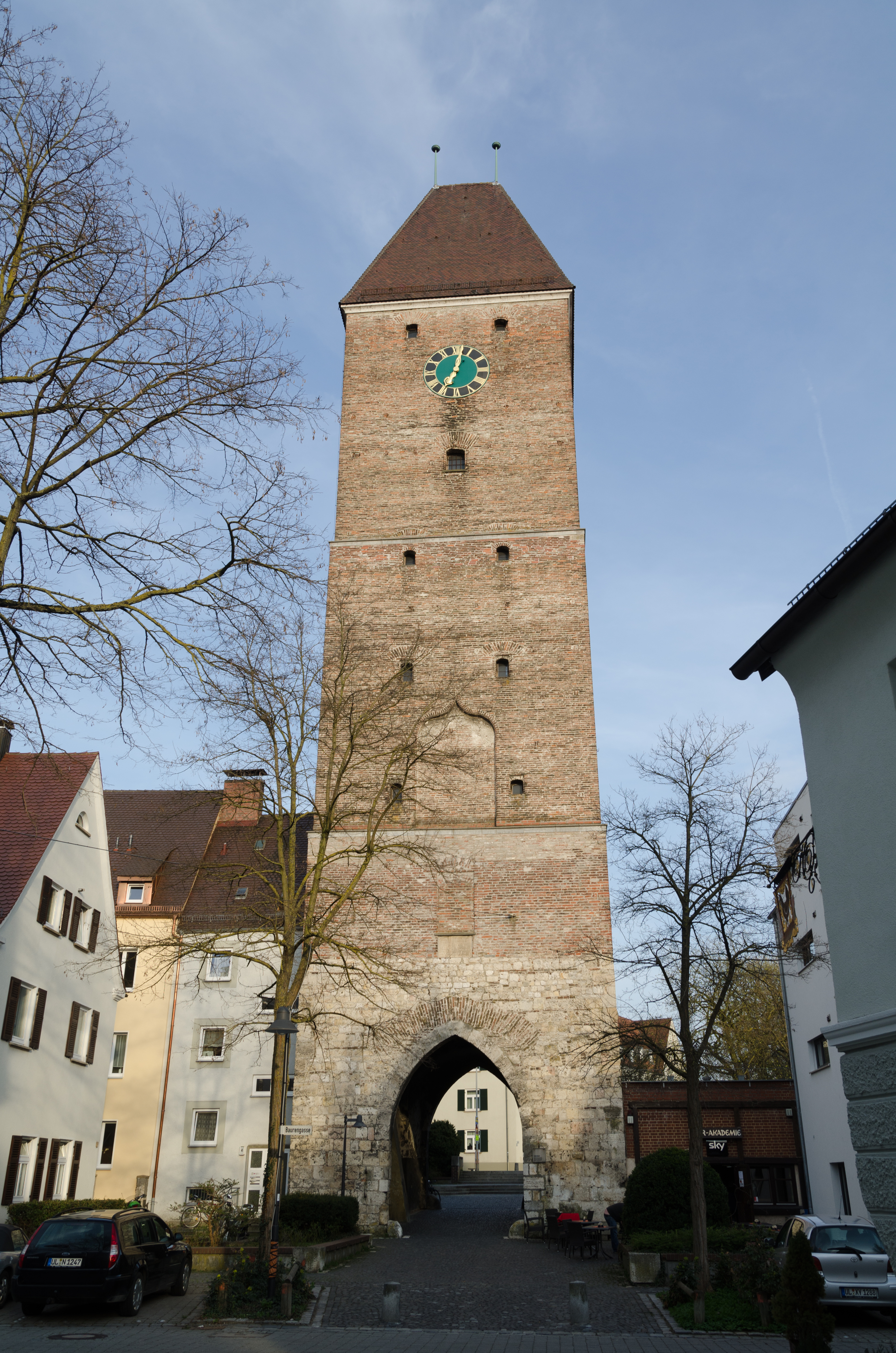
Gänsturm in Ulm, Südostseite

Der 37,5 m hohe Gänsturm in Ulm (auch Gänstor) ist ein erhaltenes Stadttor im Osten der mittelalterlichen Stadtbefestigung unweit der Donau. Sein Name rührt daher, dass durch das Tor früher Gänse auf die Gänswiesen getrieben wurden.
Der in Werkstein aus Quadern der alten staufischen Stadtmauer errichtete Unterbau mit spitzbogigem Tor stammt von 1360, die oberen Geschosse aus Backstein und der Helm sind mit 1495 datiert. Über den Toren sitzen Nischen mit Eselsrückenabschluss, in der Nische auf der Außenseite (Südostseite) befand sich früher ein Wappen und ein Marienfresko. Dort vorgelagert war außerdem eine nicht mehr existierende Vorwehr mit zwei Rundtürmen samt Zugbrücke. Der ursprünglich spitze Helm mit vier Eckerkertürmchen wurde vereinfacht und flacher wiederaufgebaut, nachdem das Tor während der Belagerung Ulms im Ersten Koalitionskrieg 1796 in Brand geschossen worden war. 1944 brannte der Gänsturm erneut aus und wurde 1957 mit einem Walmdachabschluss versehen. Seit 2002 trägt er wieder eine Uhr.